# Matthias Waskow
Matthias Waskow (* 3. September 1968 in Hamburg) ist ein deutscher Jurist und Richter am Bundesarbeitsgericht.

## Leben und Wirken
Nach dem rechtswissenschaftlichen Studium an der Universität Hamburg und dem endgültigen Abschluss seiner juristischen Ausbildung 1997 in Hamburg war Waskow zunächst als Rechtsanwalt tätig. Anschließend arbeitete er ab 2000 als Justiziar beim Heinrich Bauer Verlag. Im Dezember 2002 trat Waskow in den Höheren Justizdienst der Freien und Hansestadt Hamburg ein und wurde dort zunächst am Arbeitsgericht Hamburg eingesetzt. Später folgte eine Stellung am Landesarbeitsgericht Hamburg sowie von 2008 bis 2010 eine Abordnung an das Bundesarbeitsgericht.
Im März 2015 wurde Waskow zum Richter am Bundesarbeitsgericht gewählt. Dort war er bis zum 31. August 2023 dem vor allem für formelles Betriebsverfassungsrecht sowie für Befristungen zuständigen Siebten Senat zugewiesen. Seit dem 1. September 2023 ist er in Funktion des 1. Beisitzers dem 3. Senat zugeteilt, welcher sich mit Urteils- und Beschlussverfahren betreffend betriebliche Altersversorgung einschließlich Streitigkeiten über entsprechende Versorgungsschäden sowie sonstige Formen der Absicherung der von § 1 Abs. 1 Satz 1 BetrVG erfassten Risiken befasst.